# Георгадзе, Лейла Михайловна
Лейла Михайловна Георгадзе (Гоциридзе) (13 марта 1924 — 30 ноября 1998) — советский хозяйственный, государственный и политический деятель. Народная артистка Грузинской ССР (1958). Депутат Верховного Совета СССР 4-го созыва.

## Биография
Родилась в 1924 году в Тбилиси. Член ВКП(б).
Выпускница Тбилисской консерватории у Ольги Александровны Бахуташвили-Шульгиной. С 1947 года — на хозяйственной, общественной и политической работе. В 1947—1982 гг. — солистка Грузинского театра оперы и балета, преподавательница вокала Тбилисского музыкального училища имени М. Баланчивадзе, Театрального института имени Шота Руставели, Тбилисской консерватории.
Известные партии:
- Любаша («Царская невеста»)
- Дареджан («Дареджан коварная» Баланчивадзе)
- Нено («Абесалом и Этери», «Латавра» Палиашвили)
- Соломия («Богдан Хмельницкий» Данькевича)
- Хивря («Семён Котко»)
- Марина Мнишек («Борис Годунов»)
- Кармен

Избиралась депутатом Верховного Совета СССР 4-го созыва.